# Аніруддха
Аніруддха (санскр. अनिरुद्धअनिरुद्ध «некерований») — герой пураничної літератури індуїзму, син Прадьюмни і онук Крішни. Поряд з Васудевою, Санскаршаною, Самбою і Прадьюмною, Аніруддха входить в групу «п'яти героїв» (панчавіра), що вважалися пращурами племені врішніїв.
У ґаудія-вайшнавському богослов'ї Аніруддха — це одна з іпостасей чатур-в'юхи (четверної форми) Вішну.